# Municipio de Lumberton (Nueva Jersey)
El municipio de Lumberton (en inglés: Lumberton Township) es un municipio ubicado en el condado de Burlington en el estado estadounidense de Nueva Jersey. En el año 2010 tenía una población de 12.559 habitantes y una densidad poblacional de 371,57 personas por km².

## Geografía
El municipio de Lumberton se encuentra ubicado en las coordenadas 39°58′4″N 74°48′1″O / 39.96778, -74.80028.

## Demografía
Según la Oficina del Censo en 2000 los ingresos medios por hogar en el municipio eran de $60,571 y los ingresos medios por familia eran $70,329. Los hombres tenían unos ingresos medios de $46,045 frente a los $32,431 para las mujeres. La renta per cápita para la localidad era de $25,789. Alrededor del 3.8% de la población estaba por debajo del umbral de pobreza.